# 1976–1977-es magyar jégkorongbajnokság
A 40. első osztályú jégkorongbajnokságban négy csapat indult el. A mérkőzéseket 1976. november 11. és 1977. január 31. között a Kisstadionban, a Megyeri úti jégpályán valamint a Millenárison rendezték meg.
1977-ben két vidéki városban Székesfehérvárott és Debrecenben is műjégpályát avattak. Miután a szezon befejeződött, a Budapest Volán jégkorong szakosztálya Székesfehérvárra költözött és Székesfehérvári Volán néven szerepelt a továbbiakban.

## OB I. 1976/1977
|    | Csapat       | M  | GY | D | V  | GK     | Pont |
| -- | ------------ | -- | -- | - | -- | ------ | ---- |
| 1. | Ferencváros  | 16 | 12 | 2 | 2  | 97-26  | 26   |
| 2. | Újpest Dózsa | 17 | 8  | 5 | 4  | 91-62  | 21   |
| 3. | Bp. Volán SC | 16 | 3  | 2 | 11 | 62-103 | 8    |
| 4. | BVSC         | 13 | 3  | 1 | 9  | 36-67  | 7    |

Megjegyzés: A bajnokságot befejezettnek nyilvánították. A harmadik helyet holtversenyben a BVSC és a Volán SC csapatai szerezték meg.

## A bajnokság végeredménye
1. Ferencvárosi TC

2. Újpest Dózsa

3. BVSC és Budapesti Volán SC

## A Ferencváros bajnokcsapata
Balogh Tibor, Deák Miklós, Enyedi Ferenc, Farkas András, Fekete István, Földváry László, Gacsal István, Galambos Béla, Hajzer János, Hajzer Tibor, Havrán Péter, Kereszty Ádám, Kovács Antal, Mészöly András, Muhr Albert, Póth János, Rasztovszky László, Schilling Péter, Szabó Gábor, Treplán Béla, Zölei János
Edző: Rajkai László

## A bajnokság különdíjasai
- Az évad legjobb ifjúsági korú játékosa (Leveles Kupa): Farkas Gábor (Központi Sportiskola)